# Supernova à effondrement de cœur

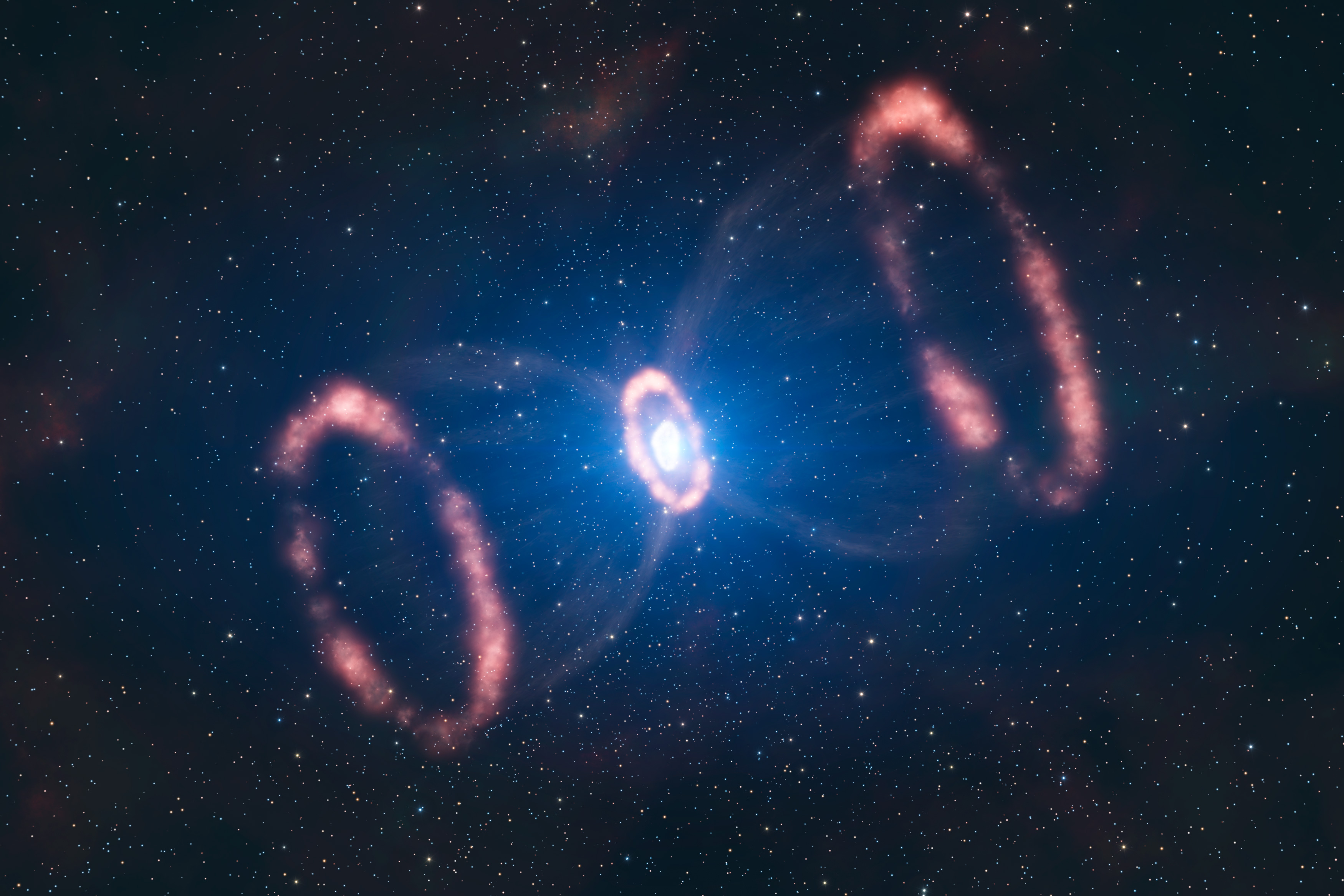
Représentation d'artiste de SN 1987A.

La supernova à effondrement de cœur est l'un des deux principaux mécanismes de formation de supernova, l'autre étant la supernova thermonucléaire (type Ia). Les types spectraux correspondants sont le type II, le type Ib (si l'étoile a perdu son enveloppe d'hydrogène) ou le type Ic (si l'étoile a perdu ses enveloppes d'hydrogène et d'hélium),.
Ce type de supernova correspond à l'expulsion violente des couches externes des étoiles massives (à partir de 8 masses solaires) en fin de vie. Juste avant cette explosion, la partie la plus centrale de l'étoile se contracte. Il en résulte la formation d'une étoile à neutrons ou d'un trou noir.
La masse maximale d'une étoile pouvant produire une supernova est estimée à environ 40 masses solaires. Au-delà de cette masse, l'étoile devrait directement former un trou noir sans engendrer de supernova (voir Collapsar).
Avant le phénomène de supernova, une étoile massive fusionne des éléments et crée finalement un noyau de fer. La supernova à effondrement de cœur elle-même comporte trois phases : l'effondrement, avec la transformation du noyau de fer en matière neutronique, le rebond des couches externes de l'étoile sur cette dernière et l'explosion.

## Cycles de fusion

Représentation de la structure en « oignon » d'une étoile juste avant la supernova. Le schéma n'est pas à l'échelle.

La plus grande partie de la vie d'une étoile se déroule dans la séquence principale jusqu'à ce qu'environ 10 % de son hydrogène soit fusionné en hélium. À partir de ce point, l'étoile se contracte et la température devient assez élevée pour permettre la fusion de l'hélium en carbone. La fusion de l'hélium est suivie par la fusion du carbone en néon, magnésium et oxygène, la fusion de l'oxygène en silicium et finalement du silicium en fer.
Le fer étant un élément thermonucléairement inerte, c'est-à-dire qu'on ne peut en extraire d'énergie, ni par fusion, ni par fission nucléaire, le cœur de l'étoile formé par celui-ci se contracte sans qu'aucune libération d'énergie s'oppose au processus. Au fur et à mesure de cette contraction, la densité du cœur augmente jusqu'à ce que seule la pression de dégénérescence des électrons empêche son effondrement. Puisque les autres éléments continuent de fusionner (en particulier, le silicium continue à produire du fer), la masse du cœur de fer atteint la masse de Chandrasekhar, soit d'environ 1,4 masse solaire : sa pression de dégénérescence n'est plus suffisante pour compenser la gravitation. C'est alors que se produit l'effondrement.

## Phases

### Effondrement
L'effondrement du cœur de fer sur lui-même entraîne une augmentation de sa densité et de sa température, ce qui favorise les captures électroniques : les électrons réagissent avec les protons des noyaux de fer pour former des neutrons et des neutrinos. Ces captures électroniques réduisent le nombre d'électrons présents et donc réduisent la pression de dégénérescence des électrons dans le cœur. L'auto-gravitation du cœur de fer l'emporte alors d'autant plus sur la pression, et pour cette raison l'effondrement se fait quasiment en chute libre.
Au début de l'effondrement, les neutrinos créés par les captures électroniques s'échappent librement, en emportant de l'énergie et de l'entropie. Ensuite, quand la masse volumique dépasse 1012 kg/m3, les neutrinos commencent à être piégés.
Le centre du cœur de fer est transformé en une matière essentiellement composée de neutrons, dont la masse volumique atteint quelque 1017 kg/m3.

### Rebond du cœur
L'effondrement du cœur s'arrête grâce à la force nucléaire. En effet, au-delà de la densité du noyau atomique, la force nucléaire devient très répulsive. La partie la plus interne du cœur, celle ayant atteint la densité nucléaire, s'étend sur quelques kilomètres quand s'enclenche le rebond. La matière qui tombe sur cette partie interne ne peut plus la compresser, elle rebondit alors et crée le choc.

### Propagation du choc et explosion
Le choc se propage à environ un quart de la vitesse de la lumière. Il s'arrête ensuite à ~100 km du centre, son énergie cinétique étant consommée par la dissociation des noyaux de fer, et dans une moindre mesure par les captures électroniques. Il est communément admis que c'est le chauffage par les neutrinos qui fait repartir le choc.
Le choc se propage au travers des différentes couches de l'étoile. La vitesse de l'onde de choc augmente à chaque interface entre deux éléments. Lorsque celle-ci atteint la surface de l'étoile, sa vitesse peut atteindre la moitié de la vitesse de la lumière. C'est alors que la matière est expulsée et que l'étoile devient une supernova.

Intérieur d'une étoile massive lors d'une supernova à effondrement de cœur :
(a) Les éléments fusionnent jusqu'à la création d'un noyau de fer ;
(b) Le noyau de fer atteint la masse de Chandrasekhar et commence à s'effondrer. On observe la formation de masse neutronique ;
(c) La matière neutronique continue de se condenser ;
(d) Rebondissement des couches sur le cœur formant une onde de choc (en rouge) qui voyage dans l'étoile ;
(e) L'onde de choc accélère en traversant les couches de l'étoile de moins en moins denses. Toute la matière qu'elle rencontre sur son chemin est éjectée ;
(f) Après l'explosion, il ne reste que de la matière dégénérée.

La luminosité lors de l'explosion peut atteindre 10 milliards de fois la luminosité solaire, ce qui équivaut à peu près à la luminosité d'une galaxie moyenne. Cependant, la luminosité générée par la supernova équivaut à seulement 0,01 % de l'énergie libérée lors de l'explosion, 99 % de celle-ci étant emportée sous forme de neutrinos et les autres 0,99 % sous forme d'énergie cinétique dans la matière libérée par l'étoile.
Le mécanisme de formation précédent peut varier légèrement en fonction du type spectral impliqué.

### Objet compact résultant et «cadavres» stellaires
Selon la masse initiale de l'étoile, la résultante d'une supernova à effondrement de cœur peut varier. Les modèles théoriques actuels prévoient qu'une étoile ayant une masse initiale située entre 8 et 40 masses solaires achèvera sa vie sous forme d'étoile à neutrons. À partir de 40 masses solaires, il semblerait que la masse initiale de l'étoile seule ne soit pas suffisante pour savoir si l'objet compact résultant est une étoile à neutrons ou un trou noir. Certaines étoiles de plus de 20 masses solaires forment des étoiles à neutrons et d'autres forment des trous noirs. Au-delà de la masse initiale, aucun paramètre ou groupe de paramètres pouvant prédire avec fiabilité l'objet compact formé par une étoile donnée n'a été identifié.